# Brutal Assault
Le Brutal Assault est un festival de musique spécialisé dans le metal extrême, qui se tient tous les ans à Jaroměř en République tchèque, près de la forteresse Josefov (en).
Fondé en 1996, il est initialement tourné vers le genre grindcore. Pendant une dizaine d'années, le festival attire essentiellement des groupes tchèques et slovaques, avant de s'internationaliser en attirant davantage de groupes étrangers reconnus sur la scène mondiale et de spectateurs.
La localisation du festival est changeante lors des premières éditions, avant de s'établir en 2005 à Svojšice puis près de la forteresse Josefov, complexe militaire du XVIIIe siècle situé à Jaroměř dans la région de Hradec Králové. En effet, les deux principales scènes sont montées contre les murs de la forteresse.
Plusieurs groupes de renommée internationale parmi lesquels Children of Bodom, Slayer, Venom, Amon Amarth ou Machine Head se sont produits au Brutal Assault.
Le festival a rassemblé 18 000 festivaliers sur 3 jours en 2016.